# Zinkförgiftning
Zinkförgiftning är ett patologiskt tillstånd av för höga värden zink. Zinkvärdena kan testas med blodprov.
Zinkförgiftning kan uppstå efter ett alltför högt intag av zink eller på grund av en ämnesomsättningssjukdom. Zinkförgiftning leder till att blodvärdena av järn och koppar sjunker, varför förgiftningen kan ge järnbrist och kopparbrist. Detta leder till ett akut försämrat immunförsvar, anemi och neutropeni. Hos personer som tar något högt zinktillskott har dock ofta de förhöjda zinkvärdena setts tillsammans med förhöjda kopparvärden, förmodligen eftersom kroppen försöker återupprätta mineralbalansen.
Zink ökar också kolesterolet, varför zinkförgiftning leder till förhöjda blodfetter, vilket också kan ses hos dem som kontinuerligt intar zinktillskott.
Akut zinkförgiftning, efter en matförgiftning, yttrar sig i kräkningar eller illamående, smärtor i buken, och diarré (ibland med blod). Zinkförgiftning efter varaktig överkonsumtion yttrar sig mentalt i letargi, yrsel, vacklande rörelsemönster, och skrivproblem.
Människor med Alzheimers sjukdom har dubbelt så höga värden zink i hjärnan som friska.

## Zinkförgiftning hos hundar
Fler små än stora hundraser rapporteras ha drabbats av zinkförgiftning. Dock kan zinkförgiftning drabba alla raser oavsett storlek. En hund med zinkförgiftning saknar aptit, kan kräkas och ha diarré. Andra vanliga kännetecken är depression, gulsot och orangefärgad avföring. Nivån av hemoglobin i blod och urin är överdrivet hög.
Orsakerna till zinkförgiftning hos hundar, är intag av material som innehåller zink, exempelvis:
- Muttrar.
- Bultar.
- Häftklammer.
- Spikar.
- Delar från brädspel.
- Blixtlås.
- Vissa leksaker.
- Smycken.
- Mynt.

### Diagnos
Veterinären hälsoundersöker hunden, och gör vanligen en urinundersökning och testar blodvärdet. Hunden kan ha fått blodbrist på grund av zink-relaterad förstörelse av de röda blodcellerna, eller fått partiklar i de röda blodcellerna. De röda blodcellerna kan också ha fått variationer i färgläggningen, ett tillstånd som kallas polykromasi. Ett biokemiskt test kan avslöja onormalt höga nivåer av hemoglobin och bilirubin i blodet. Ett dåligt tecken är om testet visar höga nivåer av kväve i blodet, kreatinin, leverenzymer och bukspottsenzymer - då är det något fel på organen. Veterinären kommer troligtvis beräkna antalet livskraftiga röda blodceller med hjälp av ett test som kallas PCV. Testet kan visa om en blodöverföring krävs. För att ställa en diagnos måste veterinären beställa laboratorieprov för att mäta hur mycket zink det finns i hundens blod. Veterinären kan också, med dessa prov, bedöma blodets förmåga att levra sig hos hunden. En röntgenundersökning kan behövas för att bekräfta att hunden har intagit ett material som innehåller zink.

### Behandling
Det kan behövas läkemedel för att minska magens surhetsgrad. Fortsatta hälsokontroller kan behövas för att bedöma behandlingsprogressen. Det är viktigt att ge en zinkförgiftad hund behandling för att rädda dess liv. Är det allvarliga fel på organen hos hunden är chansen för överlevnad liten.